# Dème d'Antichásia

Le dème d'Antichásia, en grec moderne : Δήμος Αντιχασίων / Dímos Antichasíon, est un ancien dème du district régional de Lárissa, en Thessalie, Grèce. Depuis 2010, il est fusionné au sein du dème d'Elassóna. 
Selon le recensement de 2011, la population du dème compte 3 584 habitants.